# کلود ژوزف ورنه
کلود-ژوزف وِرنِه (تلفظ فرانسوی: [klod ʒozɛf vɛʁnɛ] ۱۴ اوت ۱۷۱۴  – ۳ دسامبر ۱۷۸۹) نقاش نامدار فرانسوی بود. سبک او در طول حیات ۷۵ ساله‌اش، نسبتا بدون تغییر ماند. پسر او، کارل ورنه نیز نقاش بود.
آثار وی عمدتا در موزه‌های ایالات متحده آمریکا و اسپانیا نگهداری می‌شوند.

## آثار برگزیده

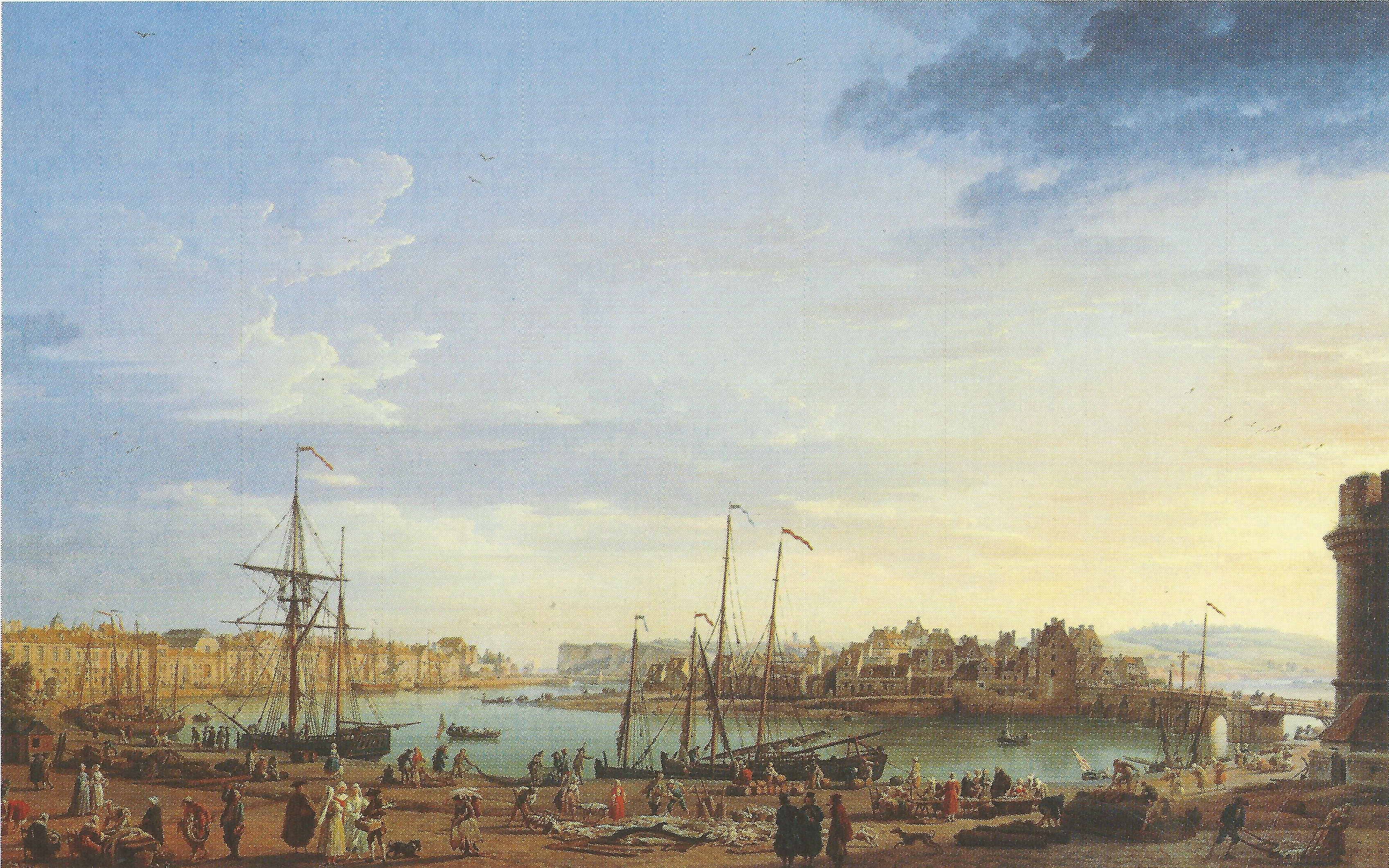
نمای دیپه
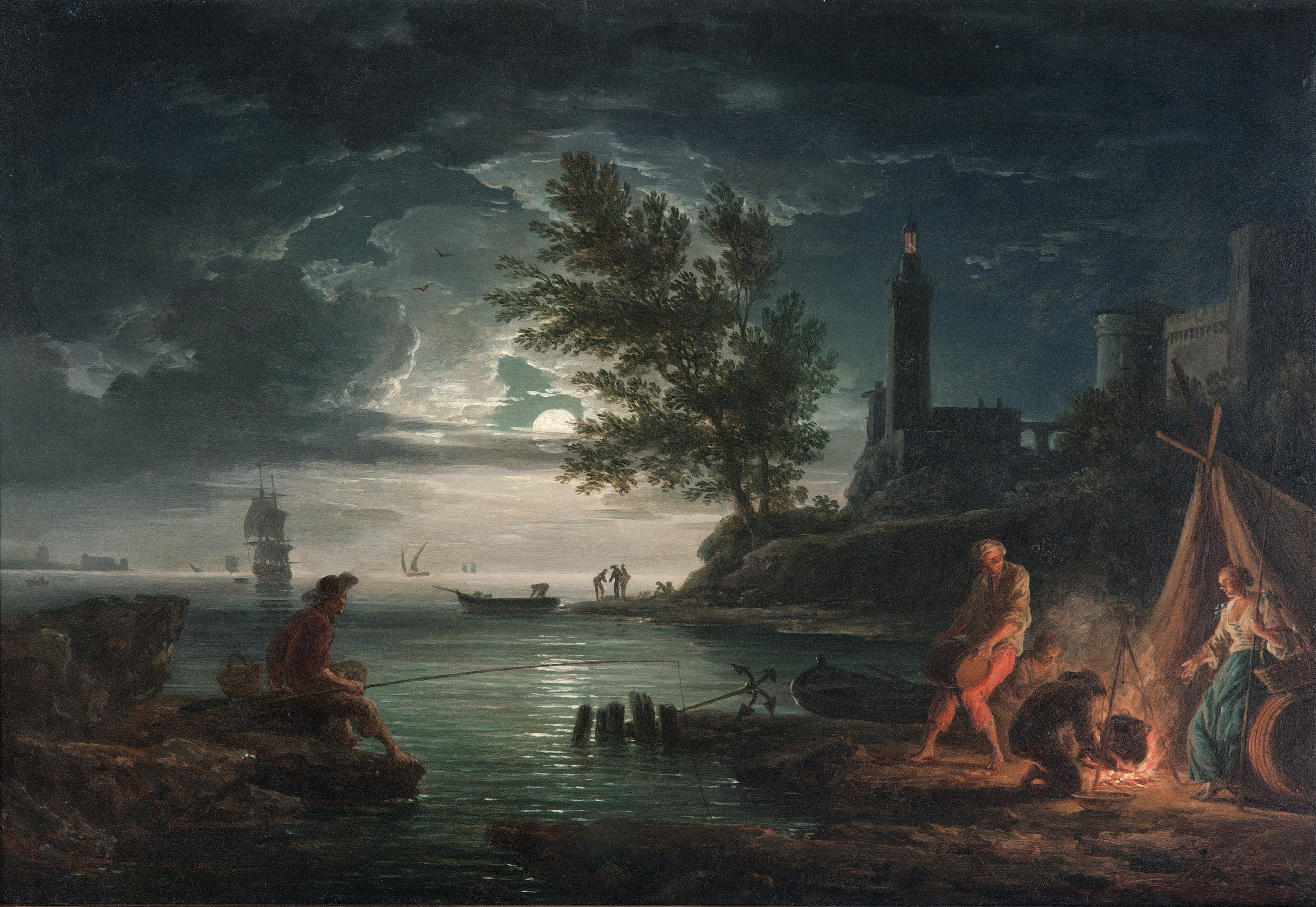
شب
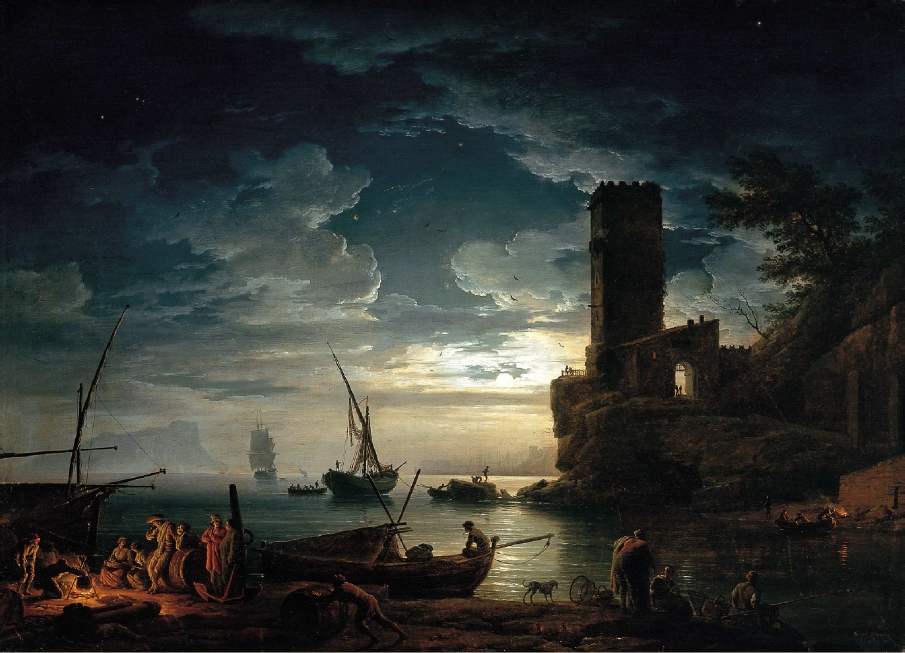
شب مدیترانه ای
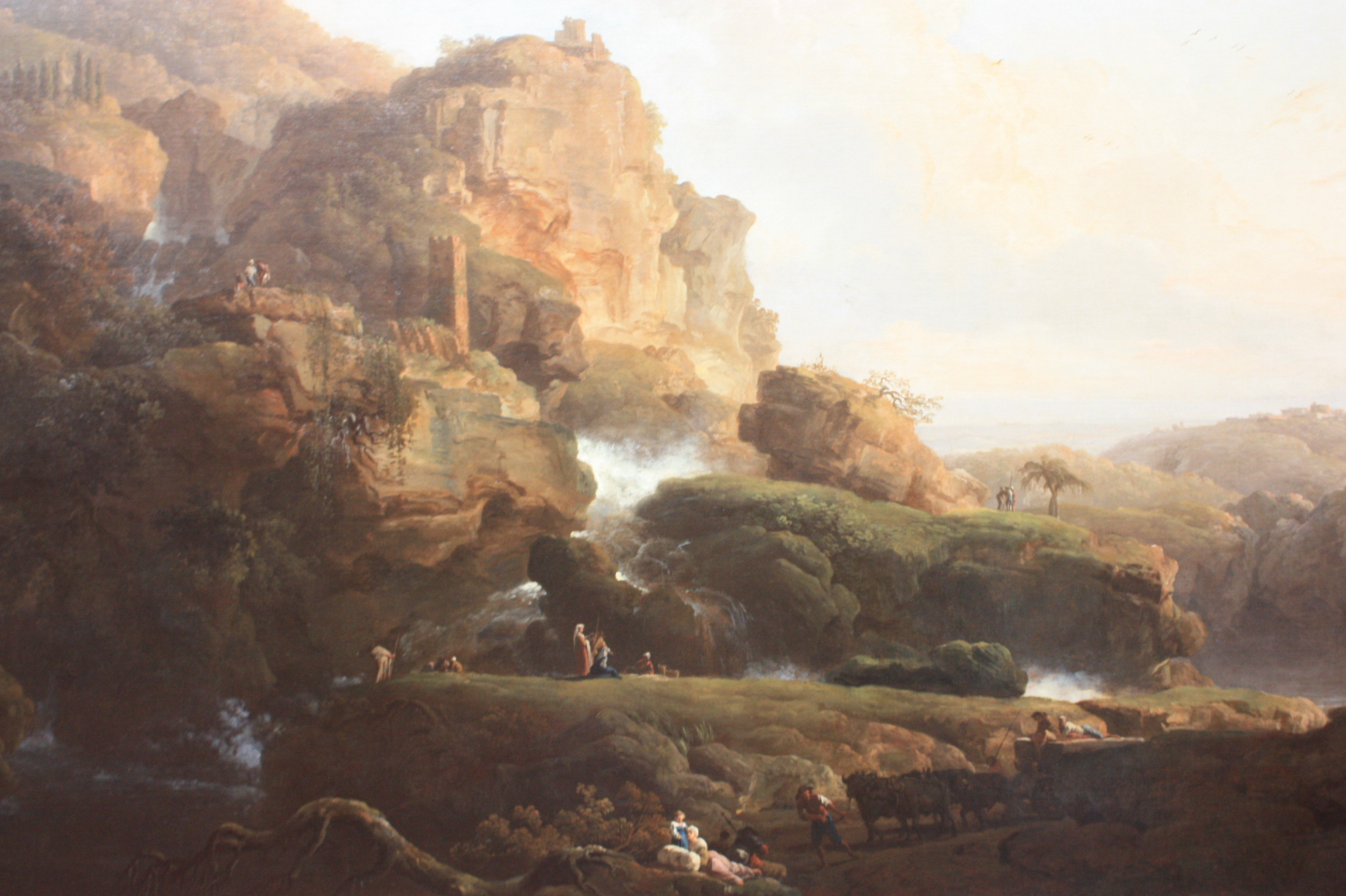
منظره ایتالیایی (۱۷۳۸)
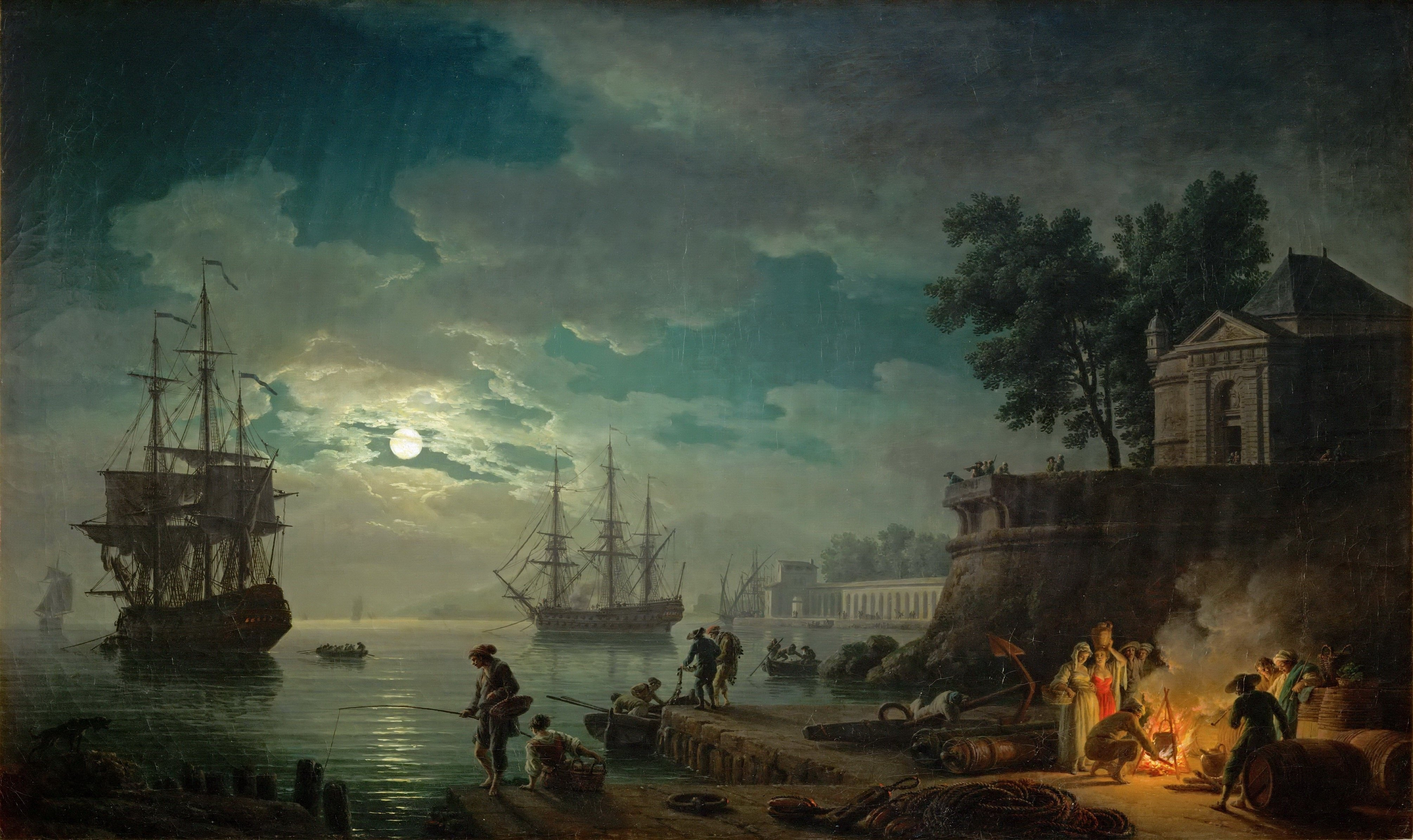
بندر دریایی توسط مهتاب
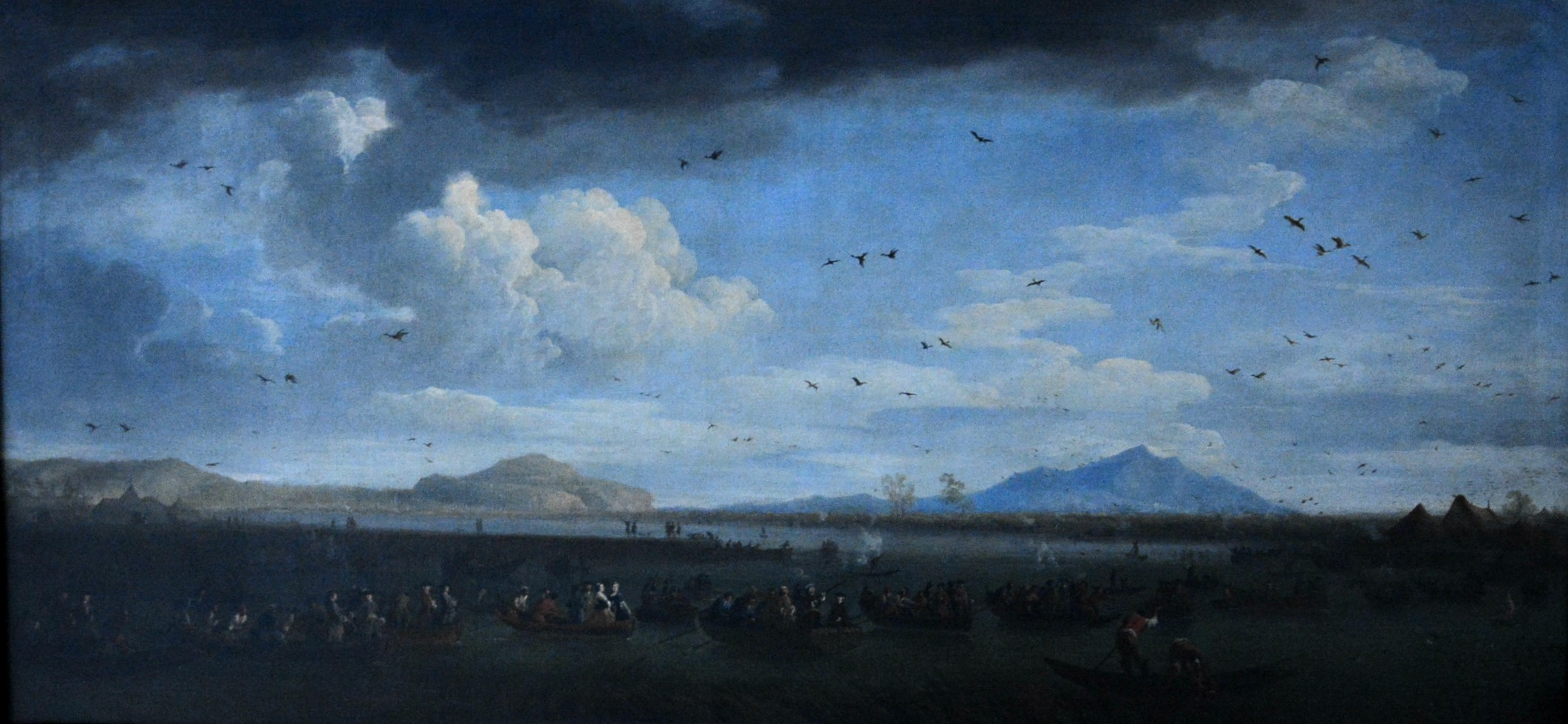
چارلز بوربون کاسه شکار در دریاچه لیکولا (۱۷۴۶)، موزه دی کاپودیمونته، ناپل
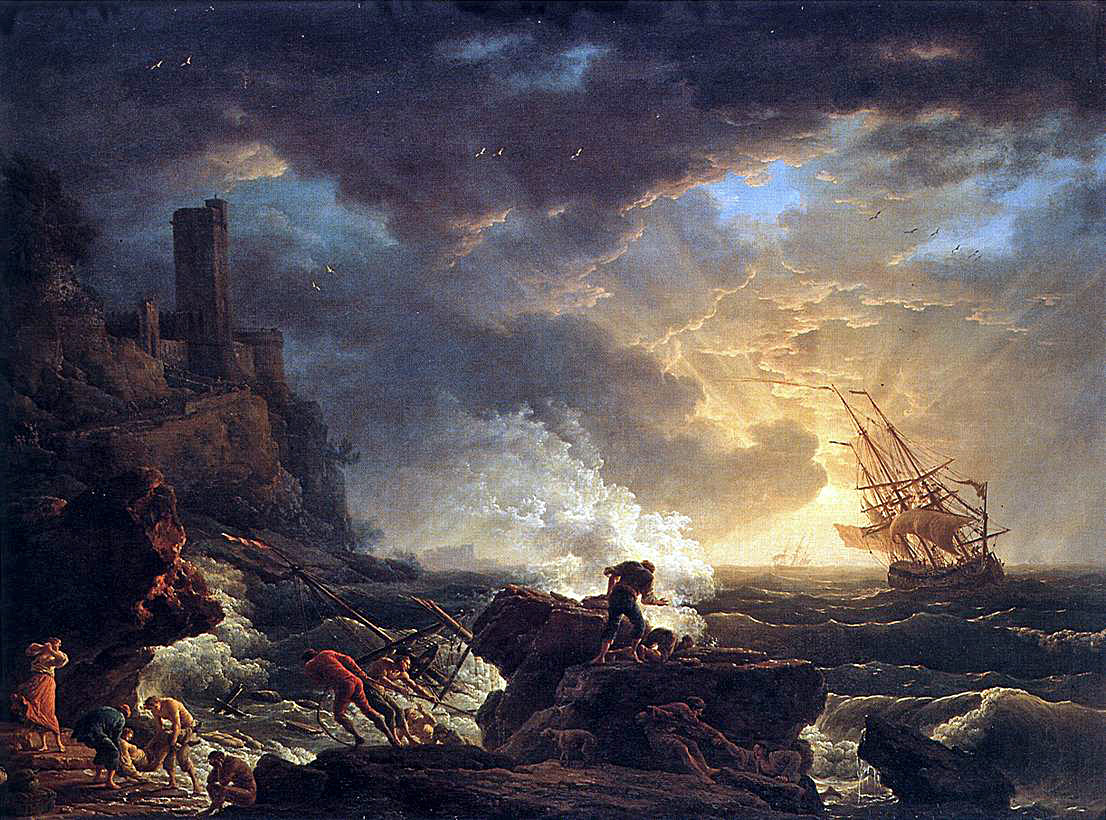
کشتی غرق شده (۱۷۵۹)، موزه گرونینگ، بروژ
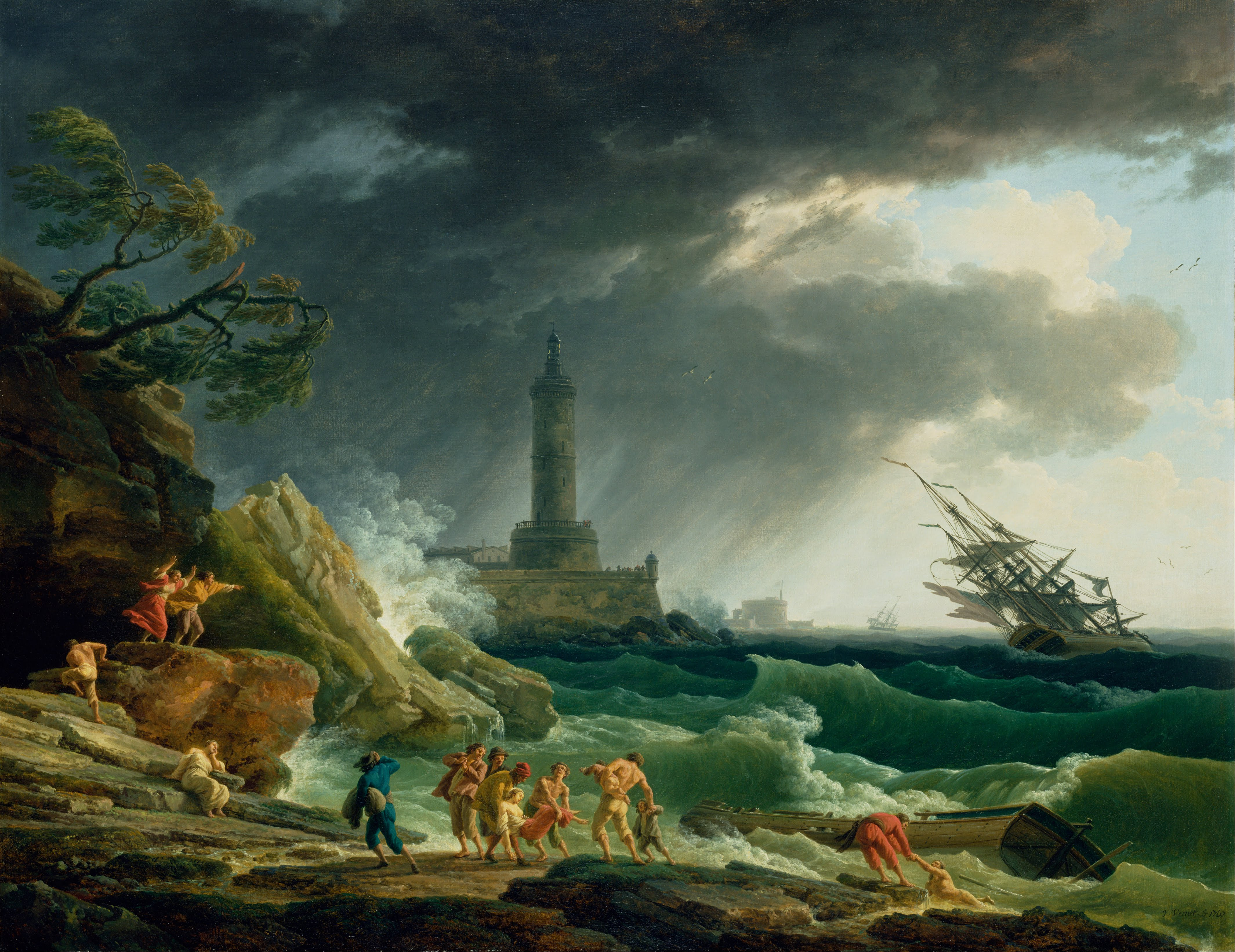
طوفان در سواحل مدیترانه
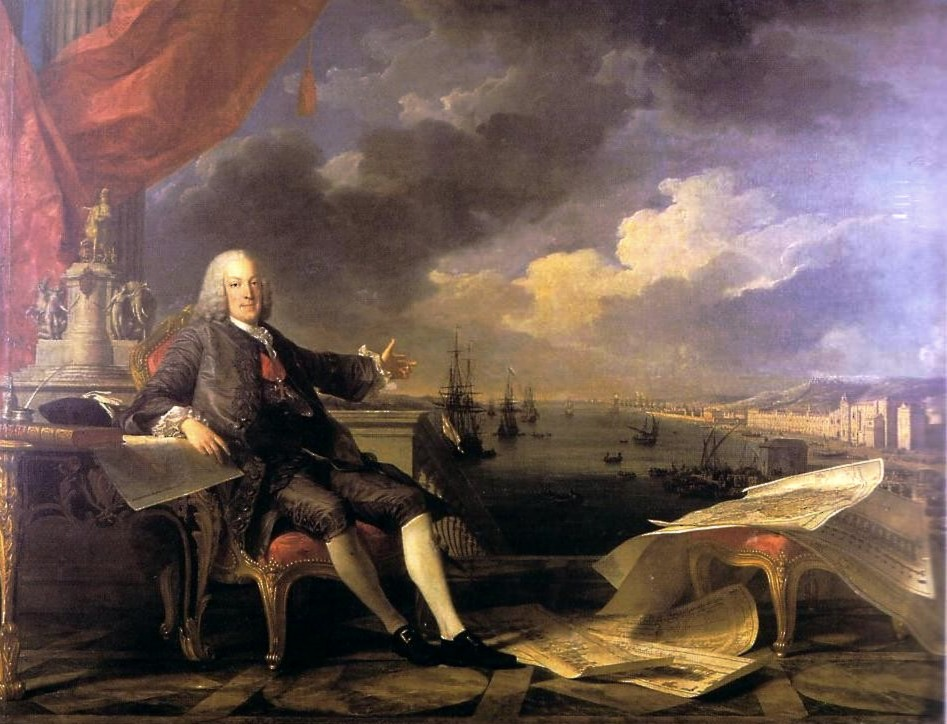
مارکیز پومبال(۱۷۶۷)
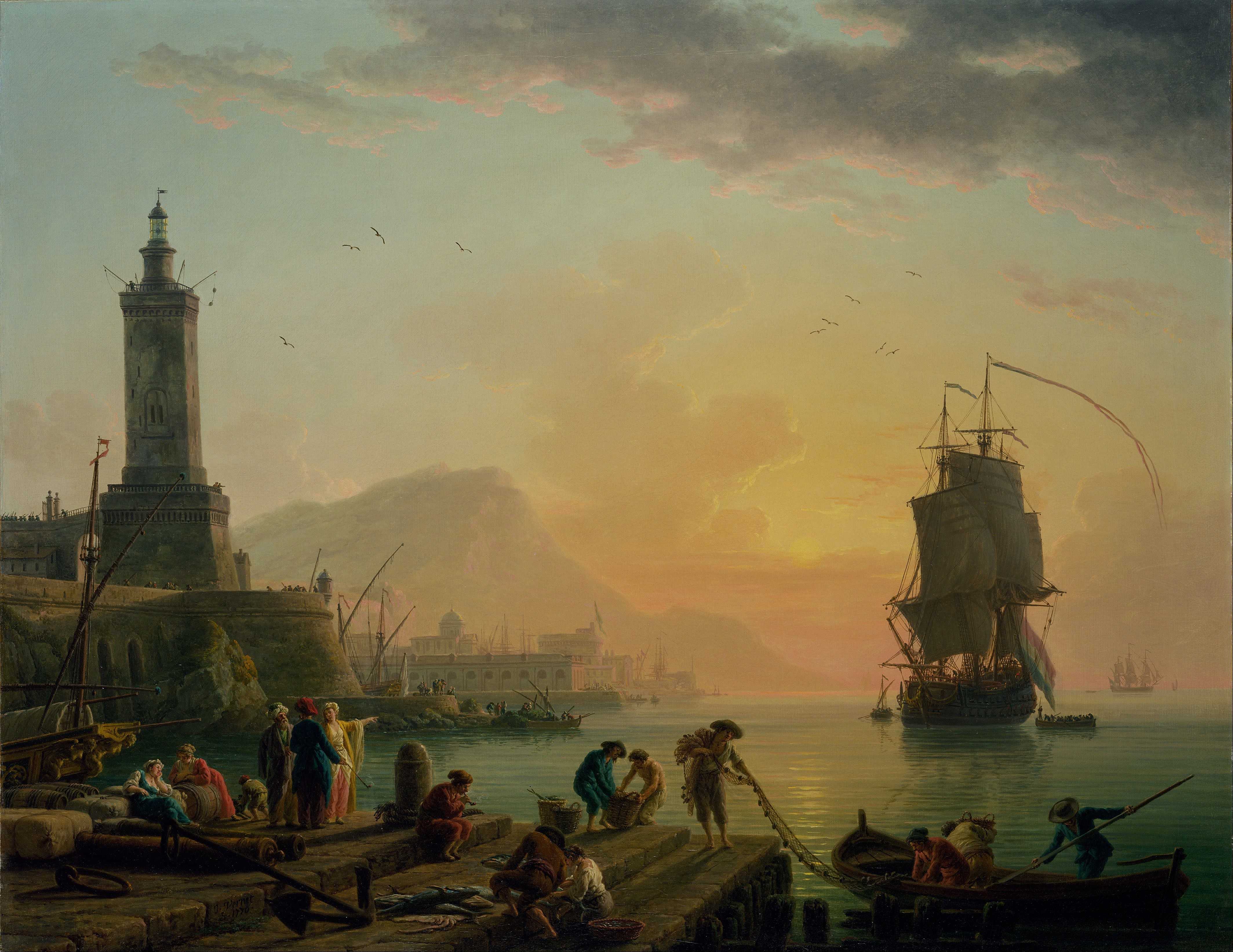
آرامش در بندر مدیترانه (۱۷۷۰-۱۷۸۰)
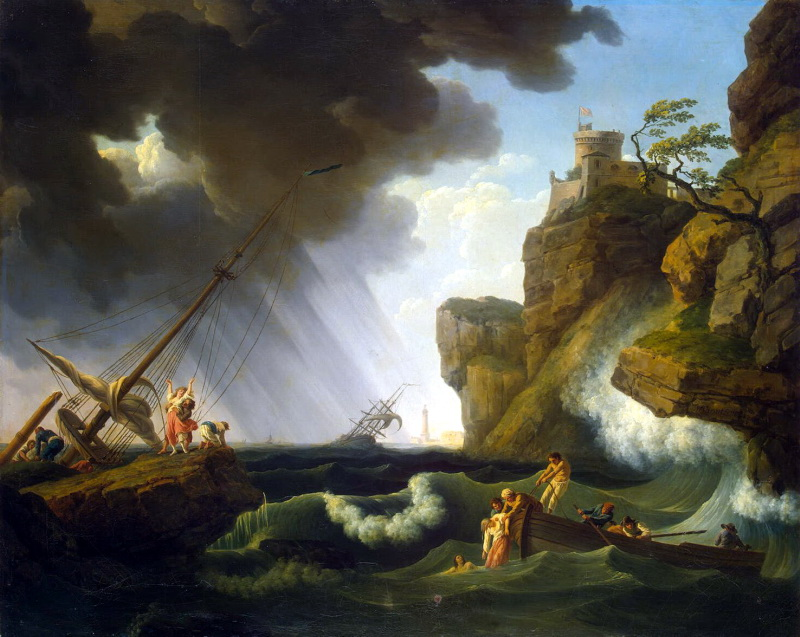
غرق کشتی
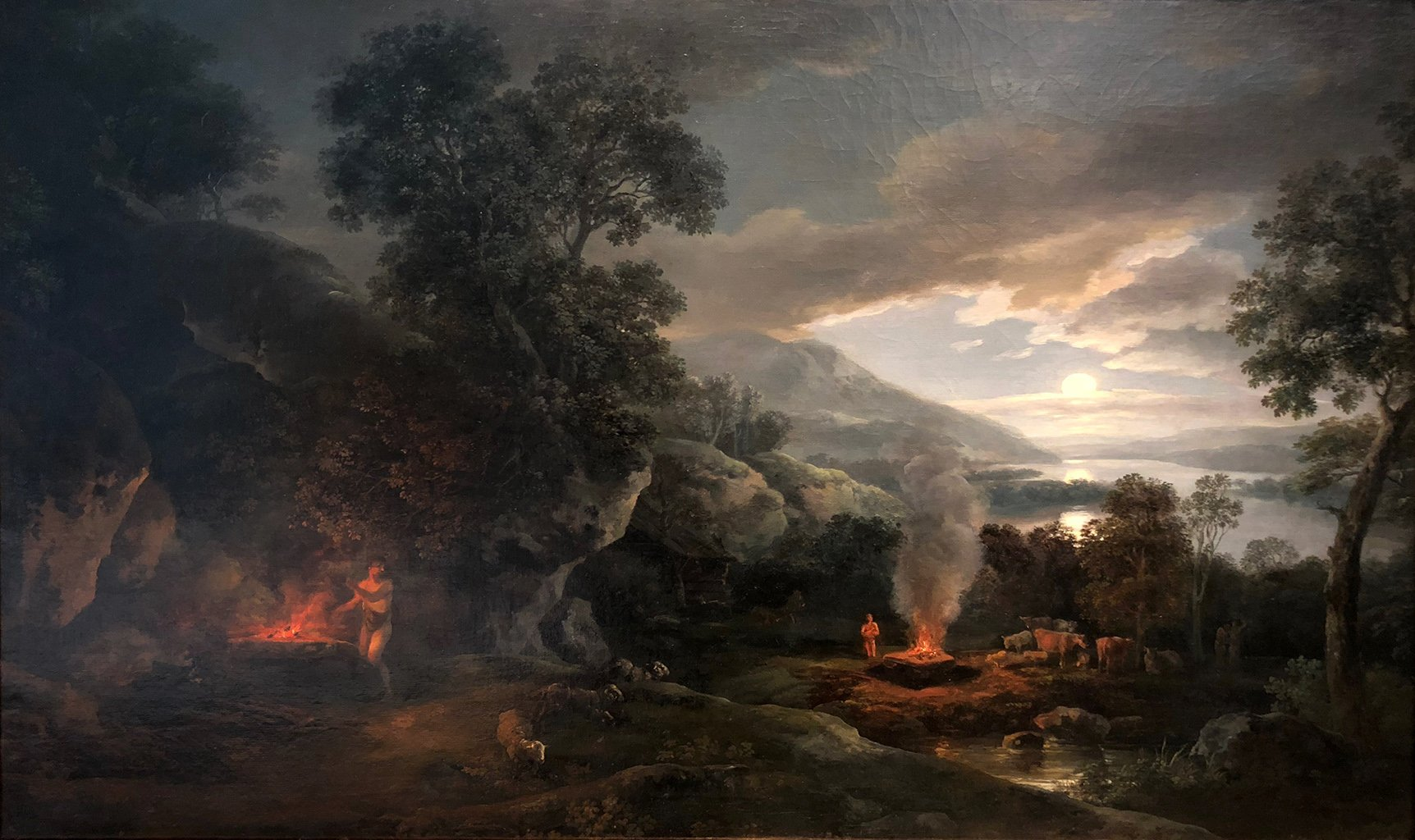
قابیل و هابیل قربانی های خود را می آورند،موزه هنر کراکر، ساکرامنتو
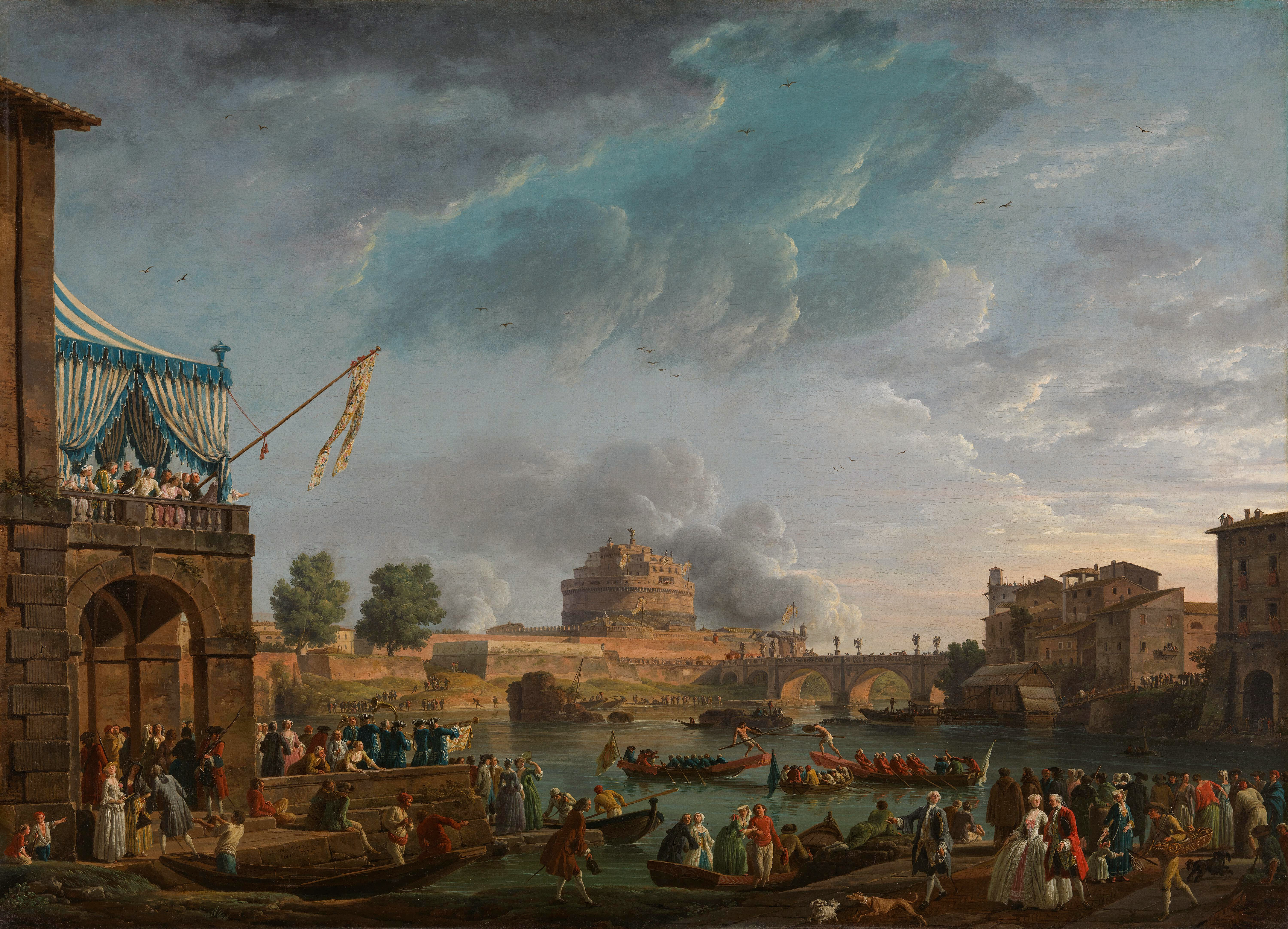
مسابقه ورزشی در تیبر (۱۷۵۰)، گالری ملی، لندن
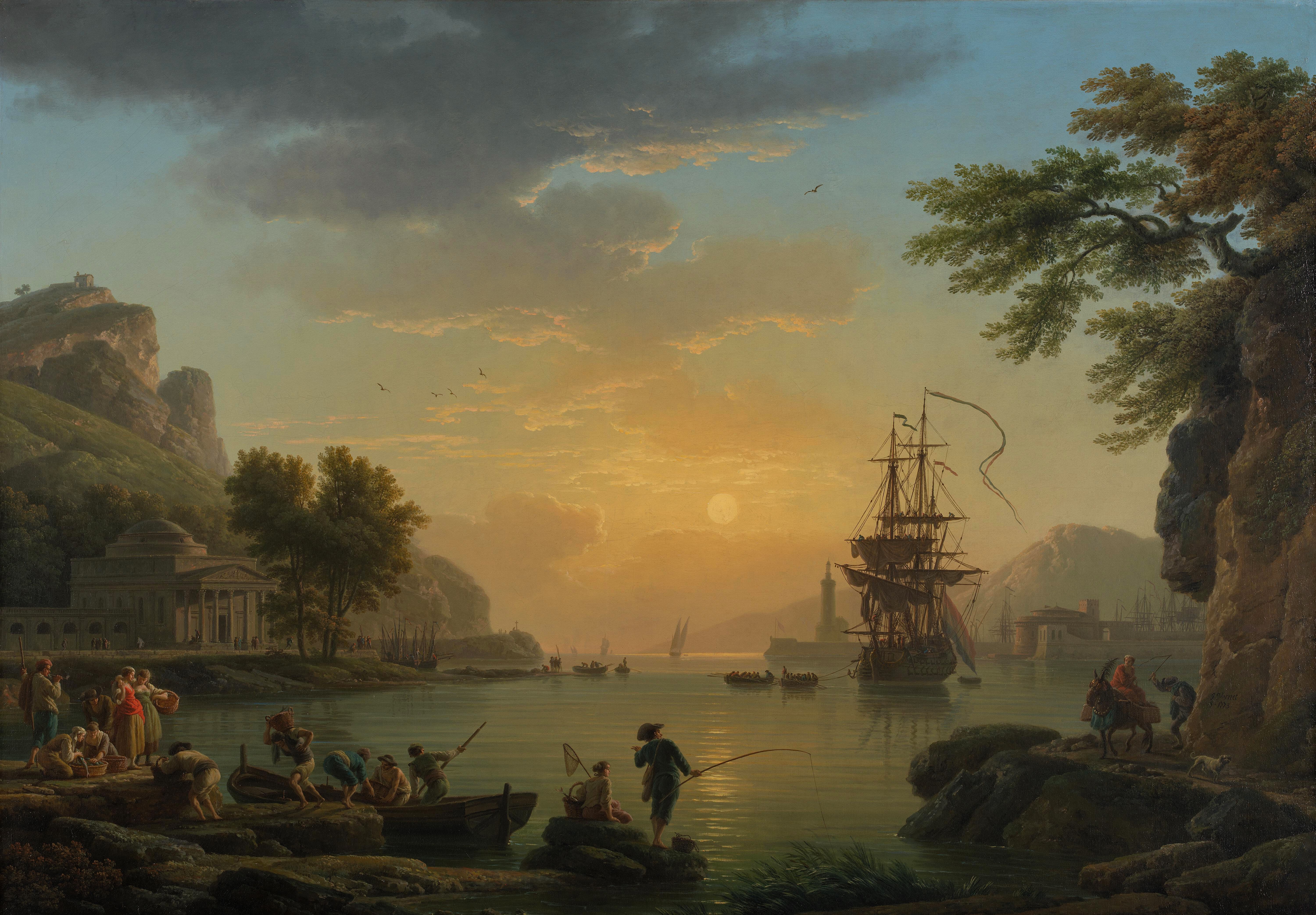
منظره ای در غروب با ماهیگیرانی که با صید خود برمی گردند (آرام)(۱۷۷۳)، گالری ملی، لندن
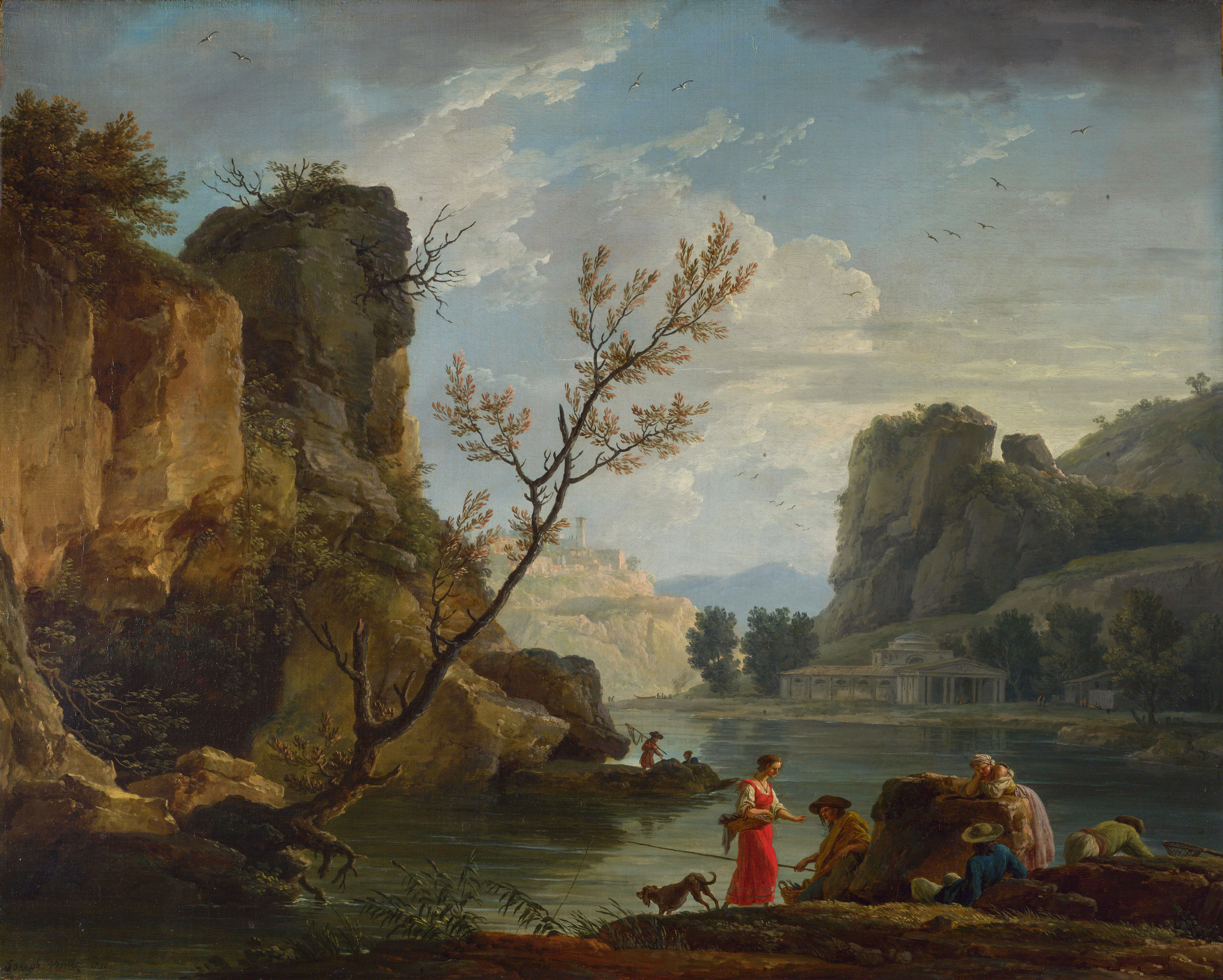
رودخانه ای با ماهیگیران (۱۷۵۱)، گالری ملی، لندن
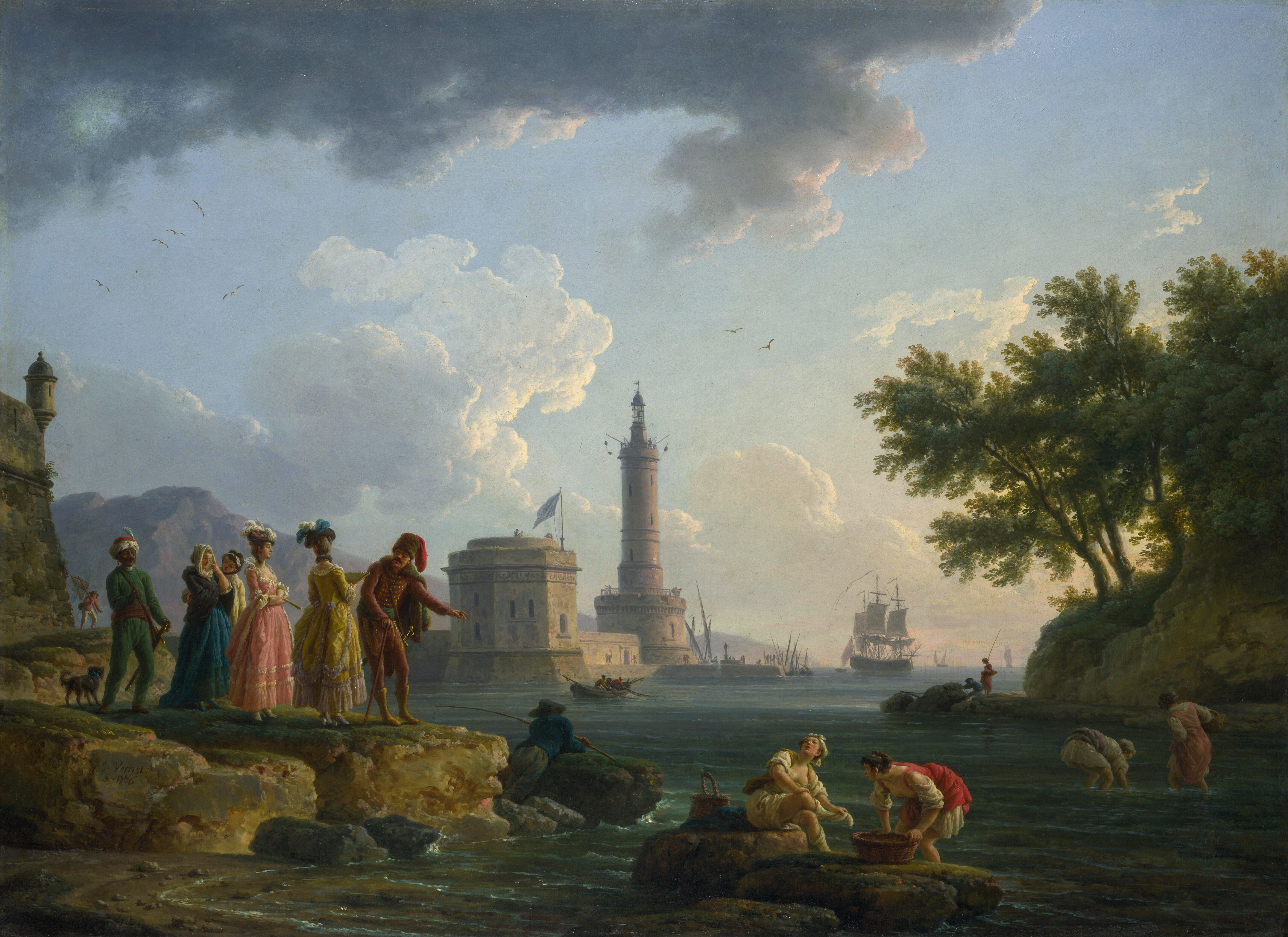
یک ساحل دریا (۷۷۶)، گالری ملی، لندن
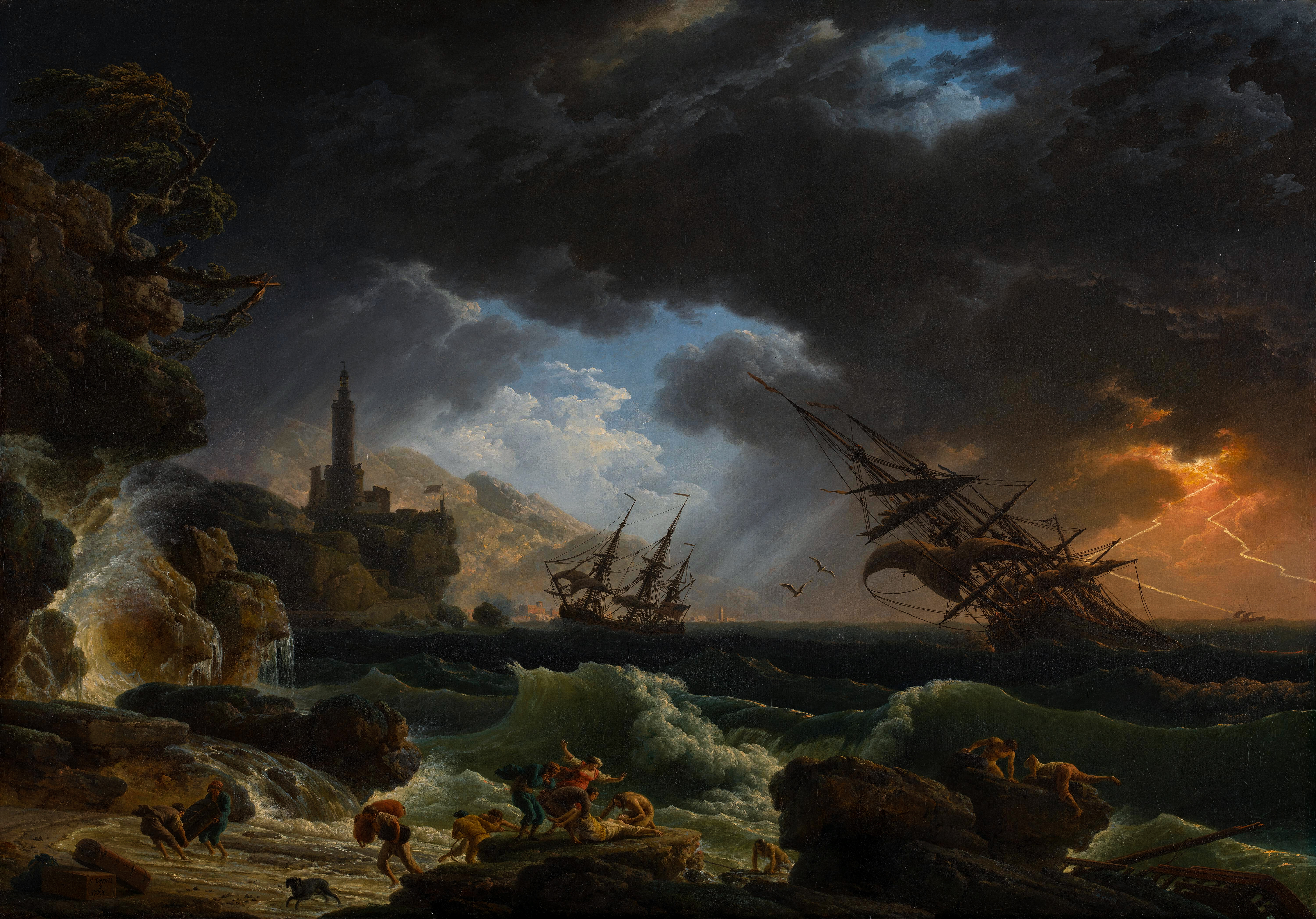
کشتی غرق شده در دریاهای طوفانی (تمپته)(۱۷۷۳)، گالری ملی، لندن
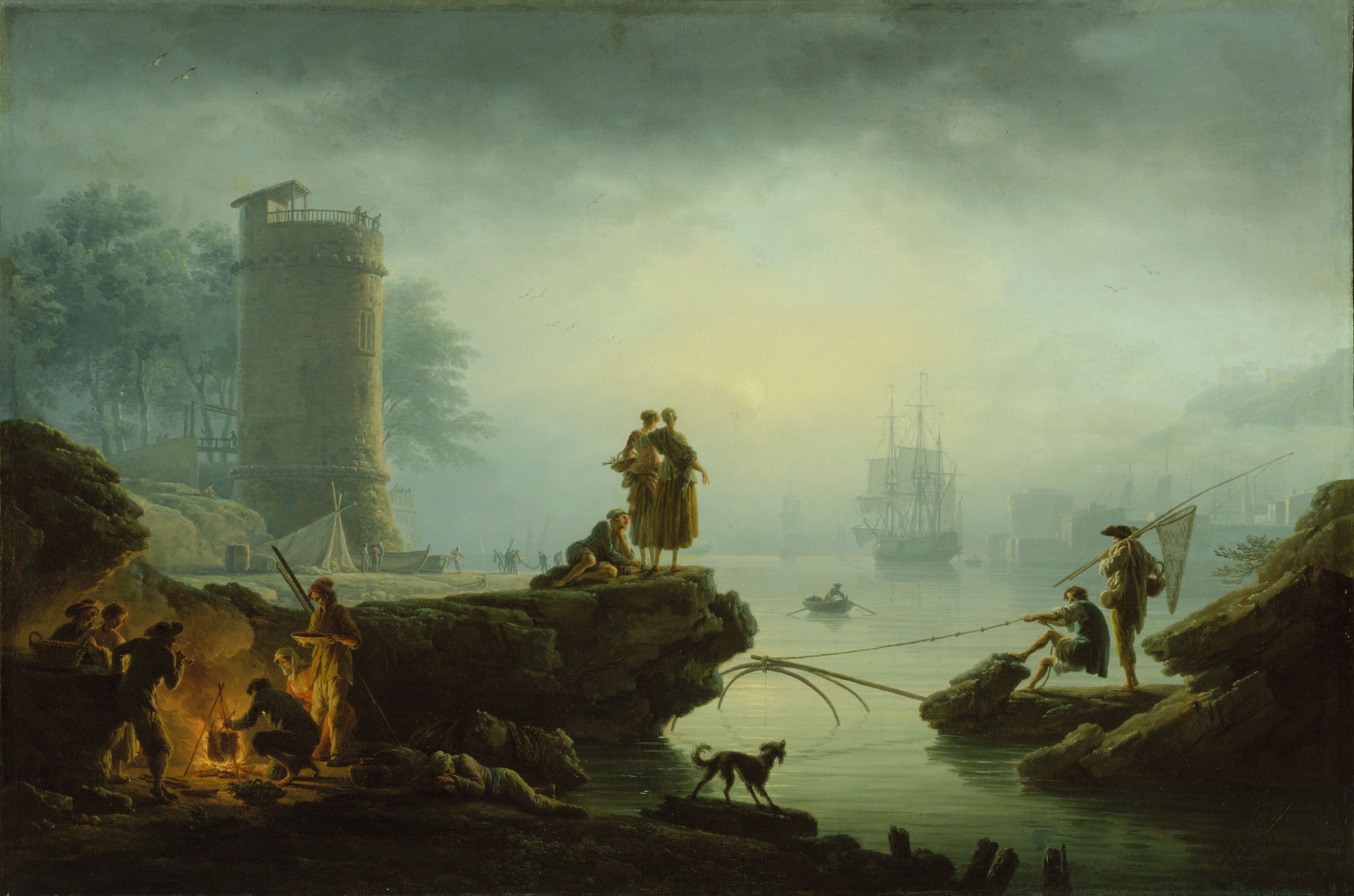
صبح (۱۷۶۰)، موسسه هنر شیکاگو